# Le Haillan
 (août 2021).
Le Haillan (Halhan en gascon) est une commune du Sud-Ouest de la France située dans le département de la Gironde, en région Nouvelle-Aquitaine. Le Haillan se trouve à l'ouest de l'agglomération bordelaise et fait partie de Bordeaux Métropole.
Ses habitants sont appelés les Haillanais.

## Géographie

### Localisation
Commune de l'aire d'attraction de Bordeaux située dans son unité urbaine à une dizaine de kilomètres au nord-ouest du centre-ville de Bordeaux, il s'agit d'une commune résidentielle, délimitée par les villes de Eysines à l'est, Mérignac au sud, Saint-Médard-en-Jalles à l'ouest et Le Taillan-Médoc au nord.

### Communes limitrophes

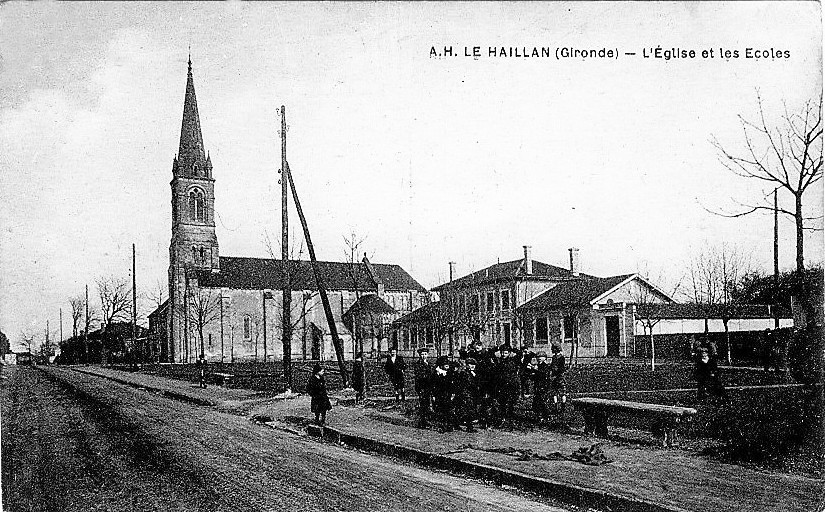
L'église et les écoles au début du XX.

Les communes limitrophes sont Le Taillan-Médoc, Saint-Médard-en-Jalles, Mérignac et Eysines.
|                        | Le Taillan-Médoc |         |
| Saint-Médard-en-Jalles | du Haillan       | Eysines |
|                        | Mérignac         |         |

### Climat
Pour des articles plus généraux, voir Climat de la Nouvelle-Aquitaine et Climat de la Gironde.
Historiquement, la commune est exposée à un climat océanique aquitain.  
En 2020, Météo-France publie une typologie des climats de la France métropolitaine dans laquelle la commune est exposée à un climat océanique et est dans une zone de transition entre les régions climatiques « Littoral charentais et aquitain » et « Aquitaine, Gascogne »0.
Pour la période 1971-2000, la température annuelle moyenne est de 12,9 °C, avec une amplitude thermique annuelle de 13,8 °C. Le cumul annuel moyen de précipitations est de 914 mm, avec 12,2 jours de précipitations en janvier et 6,8 jours en juillet. Pour la période 1991-2020, la température moyenne annuelle observée sur la station météorologique la plus proche, située sur la commune de Mérignac à 5 km à vol d'oiseau, est de 14,2 °C et le cumul annuel moyen de précipitations est de 924,9 mm,. Pour l'avenir, les paramètres climatiques de la commune estimés pour 2050 selon différents scénarios d’émission de gaz à effet de serre sont consultables sur un site dédié publié par Météo-France en novembre 2022.

## Urbanisme

### Typologie
Au 1er janvier 2024, Le Haillan est catégorisée grand centre urbain, selon la nouvelle grille communale de densité à sept niveaux définie par l'Insee en 2022.
Elle appartient à l'unité urbaine de Bordeaux, une agglomération intra-départementale regroupant 73  communes, dont elle est une commune de la banlieue,,. Par ailleurs la commune fait partie de l'aire d'attraction de Bordeaux, dont elle est une commune du pôle principal,. Cette aire, qui regroupe 275 communes, est catégorisée dans les aires de 700 000 habitants ou plus (hors Paris),.

### Occupation des sols

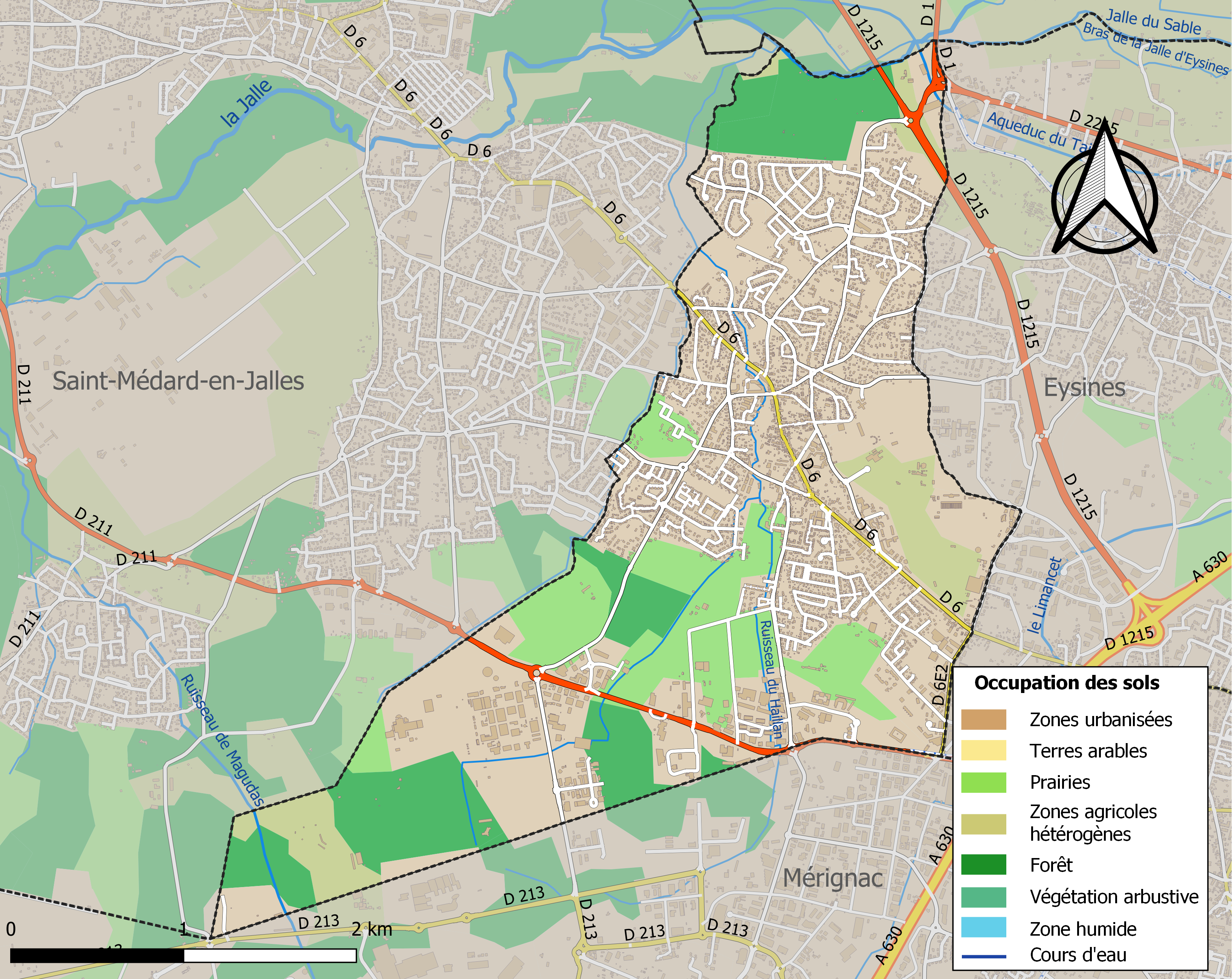
Carte des infrastructures et de l'occupation des sols de la commune en 2018 (CLC).

L'occupation des sols de la commune, telle qu'elle ressort de la base de données européenne d’occupation biophysique des sols Corine Land Cover (CLC), est marquée par l'importance des territoires artificialisés (64,1 % en 2018), en augmentation par rapport à 1990 (55,4 %). La répartition détaillée en 2018 est la suivante : 
zones urbanisées (39,2 %), zones industrielles ou commerciales et réseaux de communication (18,7 %), forêts (15,6 %), prairies (13,4 %), zones agricoles hétérogènes (6,8 %), espaces verts artificialisés, non agricoles (6,3 %). L'évolution de l’occupation des sols de la commune et de ses infrastructures peut être observée sur les différentes représentations cartographiques du territoire : la carte de Cassini (XVIIIe siècle), la carte d'état-major (1820-1866) et les cartes ou photos aériennes de l'IGN pour la période actuelle (1950 à aujourd'hui).

### Voies de communication et transports

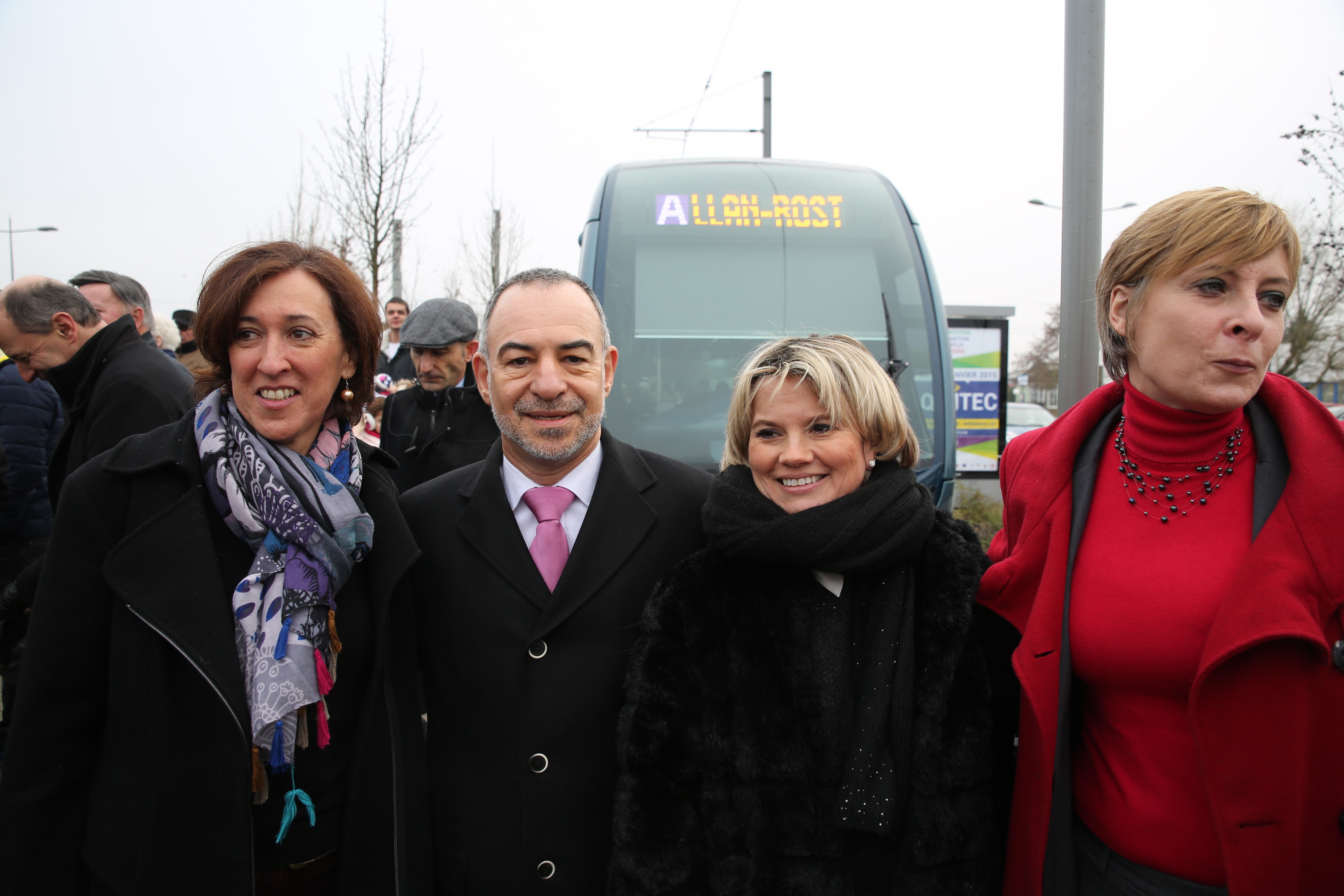
24 janvier 2015, inauguration du prolongement de la ligne A de tramway jusqu'au Haillan.

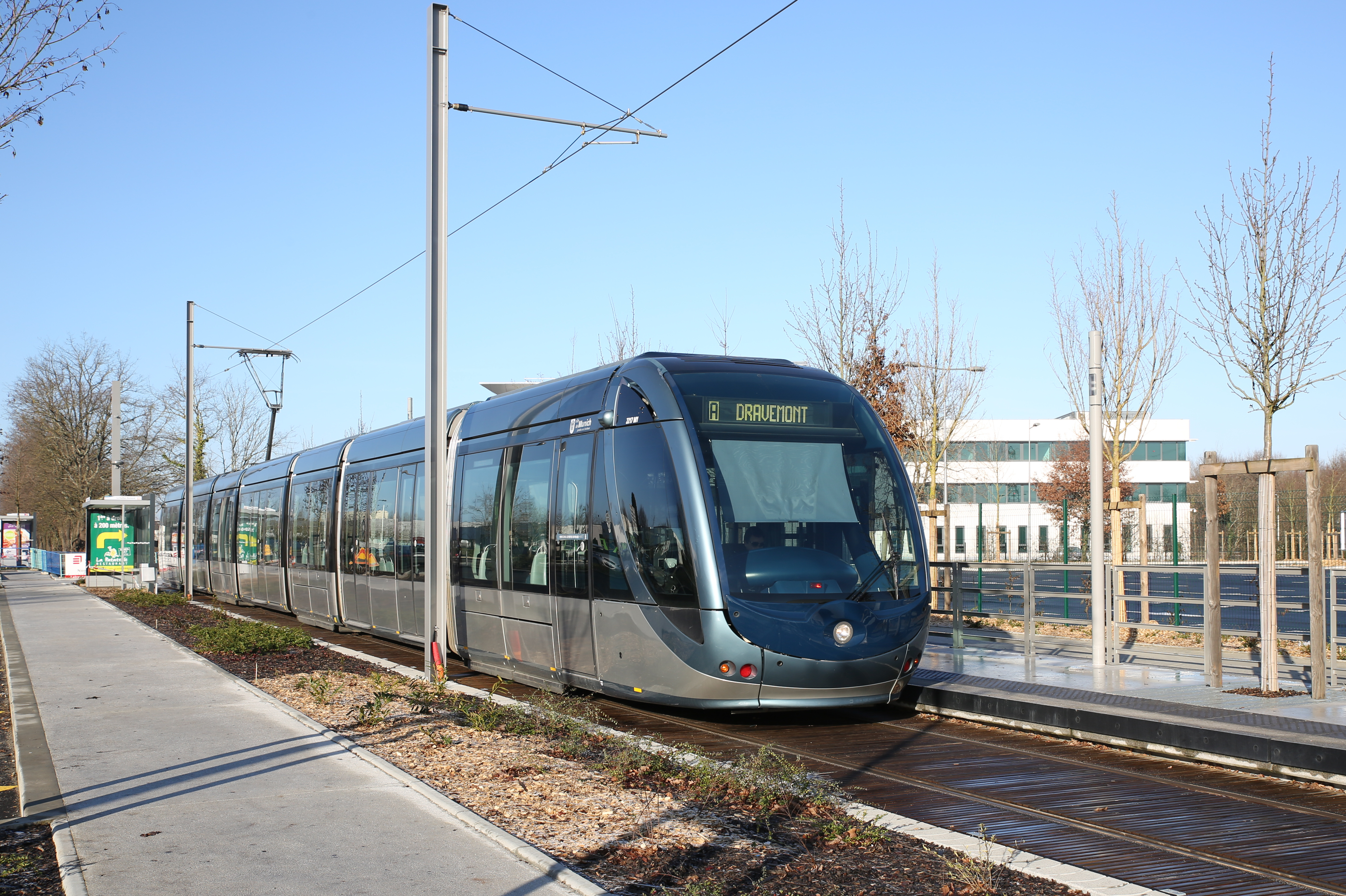
La station Le Haillan Rostand et son parking.

#### Réseau TBM actuel
Le Haillan est actuellement desservie par les lignes TBM suivantes:
- (arrêt-terminus Le Haillan-Rostand)
- G 11 30 38 39 71 72 84

### Réseau TBM à compter du 4 septembre 2023[15]
Le Haillan sera desservie par les lignes TBM suivantes:
- (anciennement lianes 3)[16] (BHNS[17],[18]) - 30 - 39 - 71 - 72 - 84

#### Réseau TransGironde
Les lignes 701 et 702 relient Bordeaux à Sainte-Hélène, Le Porge et Lacanau en traversant la commune.

### Risques majeurs
Le territoire de la commune du Haillan est vulnérable à différents aléas naturels : météorologiques (tempête, orage, neige, grand froid, canicule ou sécheresse), inondations, mouvements de terrains et séisme (sismicité faible). Un site publié par le BRGM permet d'évaluer simplement et rapidement les risques d'un bien localisé soit par son adresse soit par le numéro de sa parcelle.
Certaines parties du territoire communal sont susceptibles d’être affectées par le risque d’inondation par débordement de cours d'eau, notamment la Jalle. La commune a été reconnue en état de catastrophe naturelle au titre des dommages causés par les inondations et coulées de boue survenues en 1982, 1999, 2006, 2008, 2009, 2018 et 2021,.
Les mouvements de terrains susceptibles de se produire sur la commune sont des tassements différentiels.

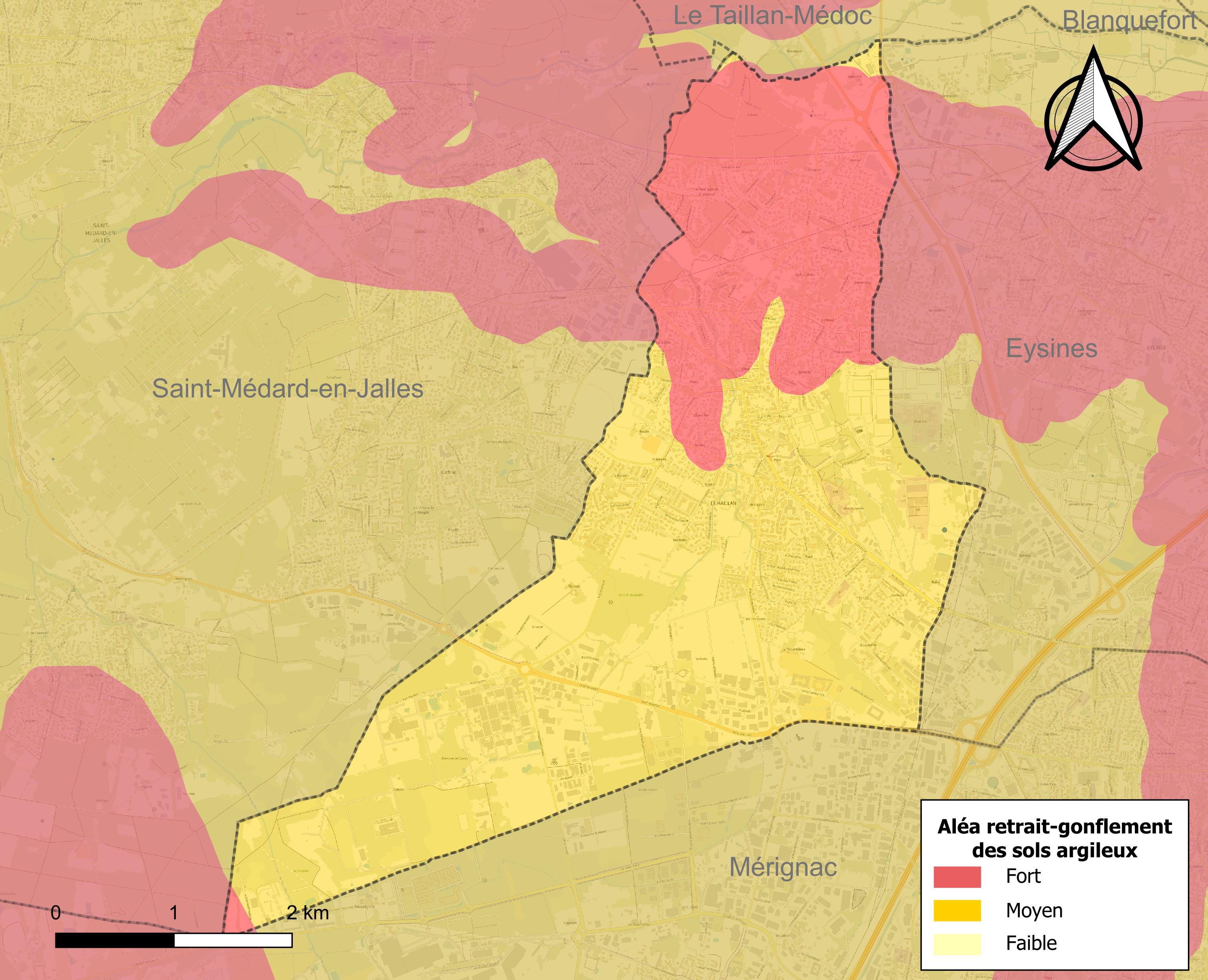
Carte des zones d'aléa retrait-gonflement des sols argileux du Haillan.

Le retrait-gonflement des sols argileux est susceptible d'engendrer des dommages importants aux bâtiments en cas d’alternance de périodes de sécheresse et de pluie. La totalité de la commune est en aléa moyen ou fort (67,4 % au niveau départemental et 48,5 % au niveau national). Sur les 3 081 bâtiments dénombrés sur la commune en 2019,  3 081 sont en aléa moyen ou fort, soit 100 %, à comparer aux 84 % au niveau départemental et 54 % au niveau national. Une cartographie de l'exposition du territoire national au retrait gonflement des sols argileux est disponible sur le site du BRGM,.
Par ailleurs, afin de mieux appréhender le risque d’affaissement de terrain, l'inventaire national des cavités souterraines permet de localiser celles situées sur la commune.
Concernant les mouvements de terrains, la commune a été reconnue en état de catastrophe naturelle au titre des dommages causés par la sécheresse en 1989, 2003, 2005, 2009, 2011 et 2017 et par des mouvements de terrain en 1999.

## Toponymie
On ne connait pas de mention ancienne du nom du Haillan, ce qui n'en facilite pas l'interprétation.
Il peut s'agir d'une formation toponymique en -an, terminaison issue du suffixe latin -anum, (équivalent de -acum > -ac, ) et fréquente dans le sud de la France. Il désigne un lieu ou une propriété. La plupart du temps le premier élément, ici Haill-, représente un anthroponyme. Dans ce cas, il y a plusieurs hypothèses par un nom d'homme gallo-romain ou latin : soit Falius, soit Fadilius, avec passage régulier du F- initial à H- en gascon. La graphie est francisée, en gascon on devait écrire Halhan.
On notera l'absence de l'article en gascon et sur la carte de Cassini (en revanche, on attribue à Bernard de Girard le titre de « Seigneur du Haillan »). En fait, l'article défini n'a pas de légitimité devant les toponymes en -an. Il a été introduit dans le nom de la commune par mimétisme avec les noms des communes du Pian-Médoc et du Taillan-Médoc, résultant tous deux d'une coupure fautive.

## Histoire
Le lieu semble avoir d'abord été un domaine rural, où des familles bordelaises entretenaient depuis le Moyen Âge des propriétés agricoles, les Bourdieux. Le château Bel Air, actuel siège du F.C. des Girondins de Bordeaux, compte parmi les vestiges de cette période.
Vers la fin de la Guerre de Cent Ans, deux batailles ensanglantent ses terres, connues sous les noms de la Male Jornade (1450) et la Journée manquée (1453).
Sur la carte de Cassini (1740) apparait le lieu-dit "le Haillan" (en italique sur la carte de Cassini) à proximité immédiate de l'emplacement du village de "Sainte Christine" (romaine droite sur la carte de Cassini) qui pourrait être une paroisse. Actuellement, une rue du Haillan se nomme : "rue Sainte Christine".
La commune est créée sous Napoléon III, le 9 mars 1867, d'une partition de celle d'Eysines. Elle est ainsi la plus récente commune de la Métropole, les autres ayant été créées au moment de la Révolution Française. La ville a organisé de nombreuses festivités en 2017, à l’occasion du 150ème anniversaire de la commune.
À partir des années 1970, la ville profite de l'industrie aérospatiale et aéronautique pour s'étoffer et augmenter sa population, dépassant les 10 000 habitants (recensement 2011).

## Héraldique
| Blason du Haillan | « Écartelé : au premier, d'azur au mouton passant d'or, au chef d'or chargé de deux quintefeuilles de gueules ; au deuxième, d'argent à sept fuseaux de gueules (3-3-1) ; au troisième, d'or à un alérion de sable, à la tête de gueules ; au quatrième, d'azur à un lion d'argent couronné d'or accosté de deux vergettes d'or, soutenant celle de sénestre. » Le blason a été emprunté aux armoiries de la famille De Girard, ancienne propriétaire du château Bel-Air du Haillan. |

## Politique et administration

### Liste des maires
| Période                                  | Période  | Identité           | Étiquette            | Qualité |
| ---------------------------------------- | -------- | ------------------ | -------------------- | --- |
| 1867                                     | 1878     | Géraud Marly       |                      | |
| 1878                                     | 1879     | Alphonse Bouet     |                      | |
| 1879                                     | 1908     | Jean Gardère       |                      | |
| 1908                                     | 1925     | Jacques Laloubeyre |                      | |
| 1925                                     | 1941     | Baudry Baudrous    |                      | |
| 1942                                     | 1947     | Edmond Labatut     |                      | |
| 1947                                     | 1953     | Léopold Boireau    |                      | |
| 1953                                     | 1957     | Henri Bos          |                      | |
| 1957                                     | 1965     | Alcide Vergne      |                      | |
| 1965                                     | 1983     | Abel Laporte       |                      | Cadre PTT |
| 1983                                     | 1988     | Pierre Prioleau    | PS                   | Professeur d'histoire et de géographie                                                                                       |
| 1988                                     | 2002     | Georges Ricart     | PS                   | Professeur d'Éducation Physique et Sportive                                                                                  |
| 2002                                     | 2014     | Bernard Labiste    | PS                   | Cadre France Télécom |
| 2014 (réélue en 2020)                    | En cours | Andréa Kiss        | PS puis Génération.s | Professeure d'économie-gestion Vice-présidente de Bordeaux Métropole (depuis 2020) 2014 Élue à 51,72% face à Jean-Marc Meyre |
| Les données manquantes sont à compléter. |          |                    |                      | |

### Politique de développement durable
La commune a engagé une politique de développement durable en lançant une démarche d'Agenda 21. Cette politique s'opère par plusieurs actions : un plan de gestion différencié pour les espaces verts de la commune et les espaces naturels, une réduction de l’utilisation d’engrais, de désherbants et de pesticides, une réduction de la pollution des cours d’eau, la plantation d’arbres pour compenser les aménagements réalisés sur la commune, l’information et l’éducation à l’environnement.
En juin 2022, elle a été labellisée au réseau des villes Cittaslow.

### Politique environnementale
Dans son palmarès 2024, le Conseil national de villes et villages fleuris de France a attribué trois fleurs à la commune. La ville est classée depuis 2016 grâce :
- au patrimoine paysager et végétal (arbres, arbustes, fleurs, couvres sols) ;
- aux actions de Développement Durable (respect de l’environnement, propreté, valorisation du bâti) ;
- à l’animation et à la valorisation (actions pédagogiques, sensibilisation et participation des habitants, promotion).

La commune souhaite concilier fleurissement, synonyme d’embellissement, et lien social.

## Démographie
L'évolution du nombre d'habitants est connue à travers les recensements de la population effectués dans la commune depuis 1872. Pour les communes de plus de 10 000 habitants les recensements ont lieu chaque année à la suite d'une enquête par sondage auprès d'un échantillon d'adresses représentant 8 % de leurs logements, contrairement aux autres communes qui ont un recensement réel tous les cinq ans,.

En 2022, la commune comptait 11 499 habitants, en évolution de +5,63 % par rapport à 2016 (Gironde : +6,91 %, France hors Mayotte : +2,11 %).
| 1872  | 1876 | 1881 | 1886  | 1891  | 1896  | 1901  | 1906  | 1911  |
| ----- | ---- | ---- | ----- | ----- | ----- | ----- | ----- | ----- |
| 1 006 | 920  | 954  | 1 056 | 1 091 | 1 058 | 1 076 | 1 093 | 1 042 |

| 1921  | 1926  | 1931  | 1936  | 1946  | 1954  | 1962  | 1968  | 1975  |
| ----- | ----- | ----- | ----- | ----- | ----- | ----- | ----- | ----- |
| 1 010 | 1 037 | 1 076 | 1 150 | 1 141 | 1 260 | 1 613 | 2 272 | 3 949 |

| 1982  | 1990  | 1999  | 2006  | 2011  | 2016   | 2021   | 2022   | - |
| ----- | ----- | ----- | ----- | ----- | ------ | ------ | ------ | - |
| 5 584 | 6 974 | 8 133 | 8 378 | 9 282 | 10 886 | 11 572 | 11 499 | - |

| selon la population municipale des années : | 1968 | 1975 | 1982 | 1990 | 1999 | 2006 | 2009 | 2013 |
| Rang de la commune dans le département      | 51   | 34   | 29   | 24   | 24   | 26   | 27   | 25   |
| Nombre de communes du département           | 548  | 543  | 543  | 542  | 542  | 542  | 542  | 542  |

## Lieux, monuments

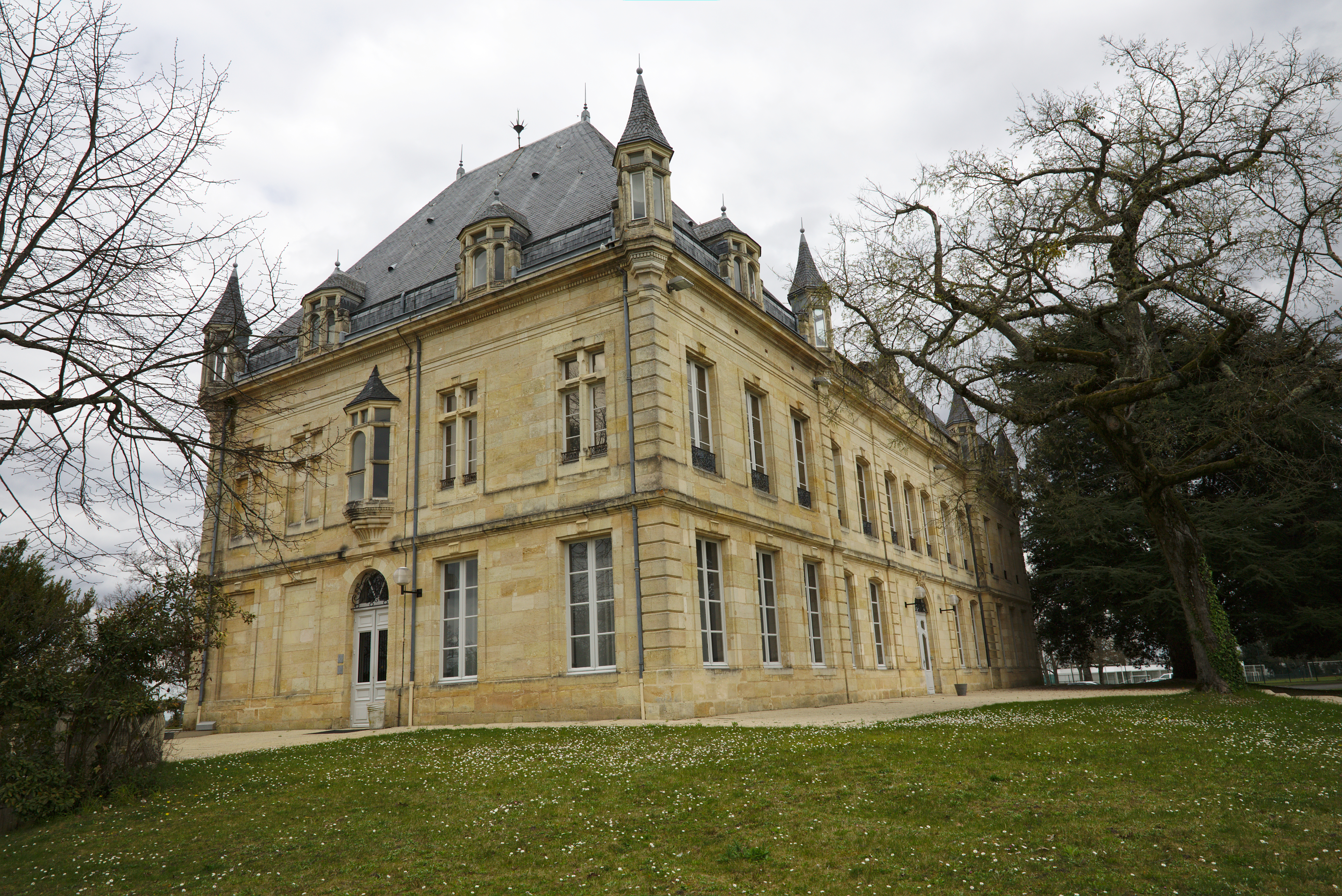
château Bel Air.

Cette commune abrite notamment le château Bel Air, centre d'entraînement et de formation du FC Girondins de Bordeaux ainsi que plusieurs lieux emblématiques de la ville :
- la place Henri Bos ;
- Notre-Dame-de-la-Merci ;
- bâtisses du vieux bourg ;
- manoir de la Houdine ;
- la halle place François-Mitterrand.

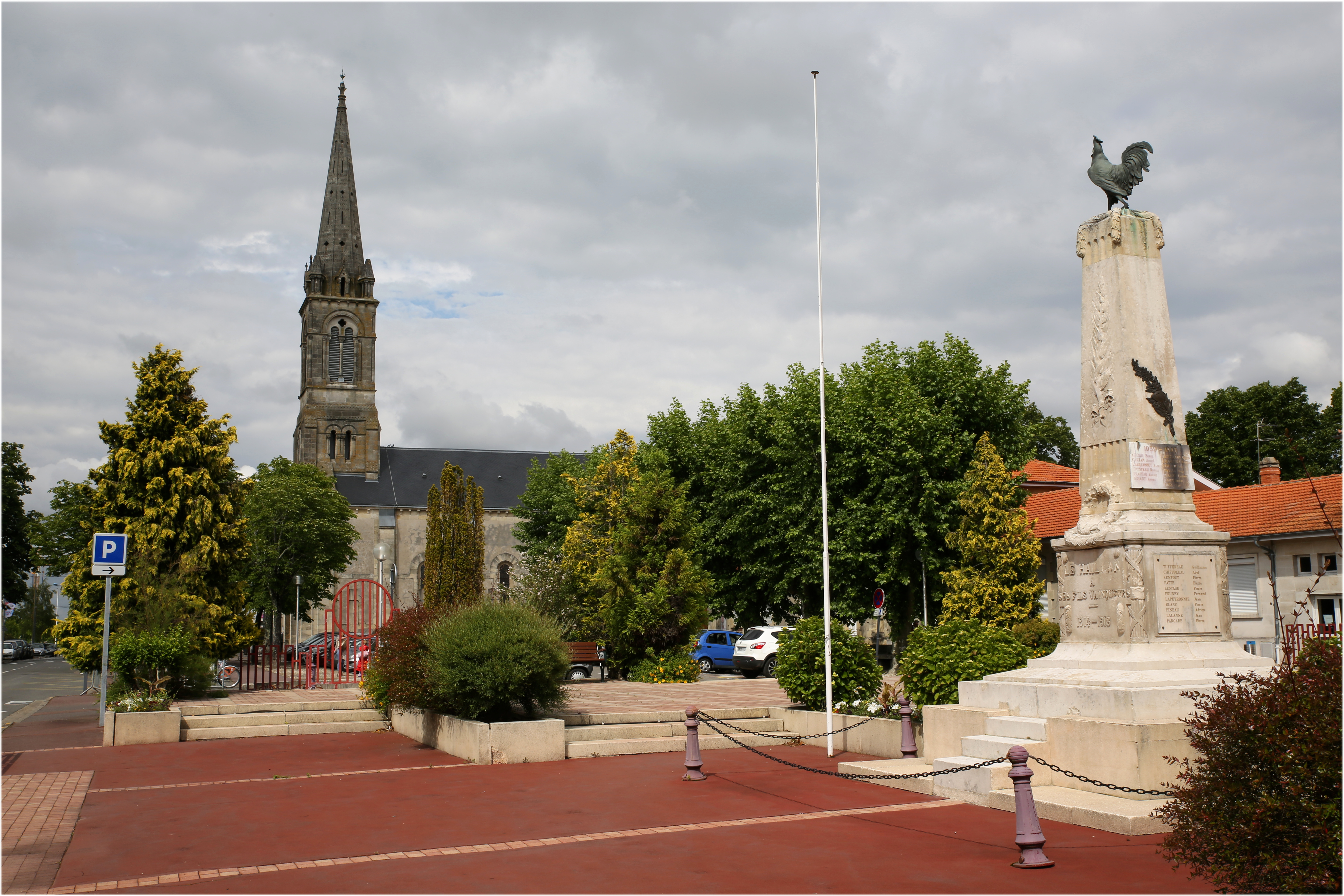
La place de l'église.
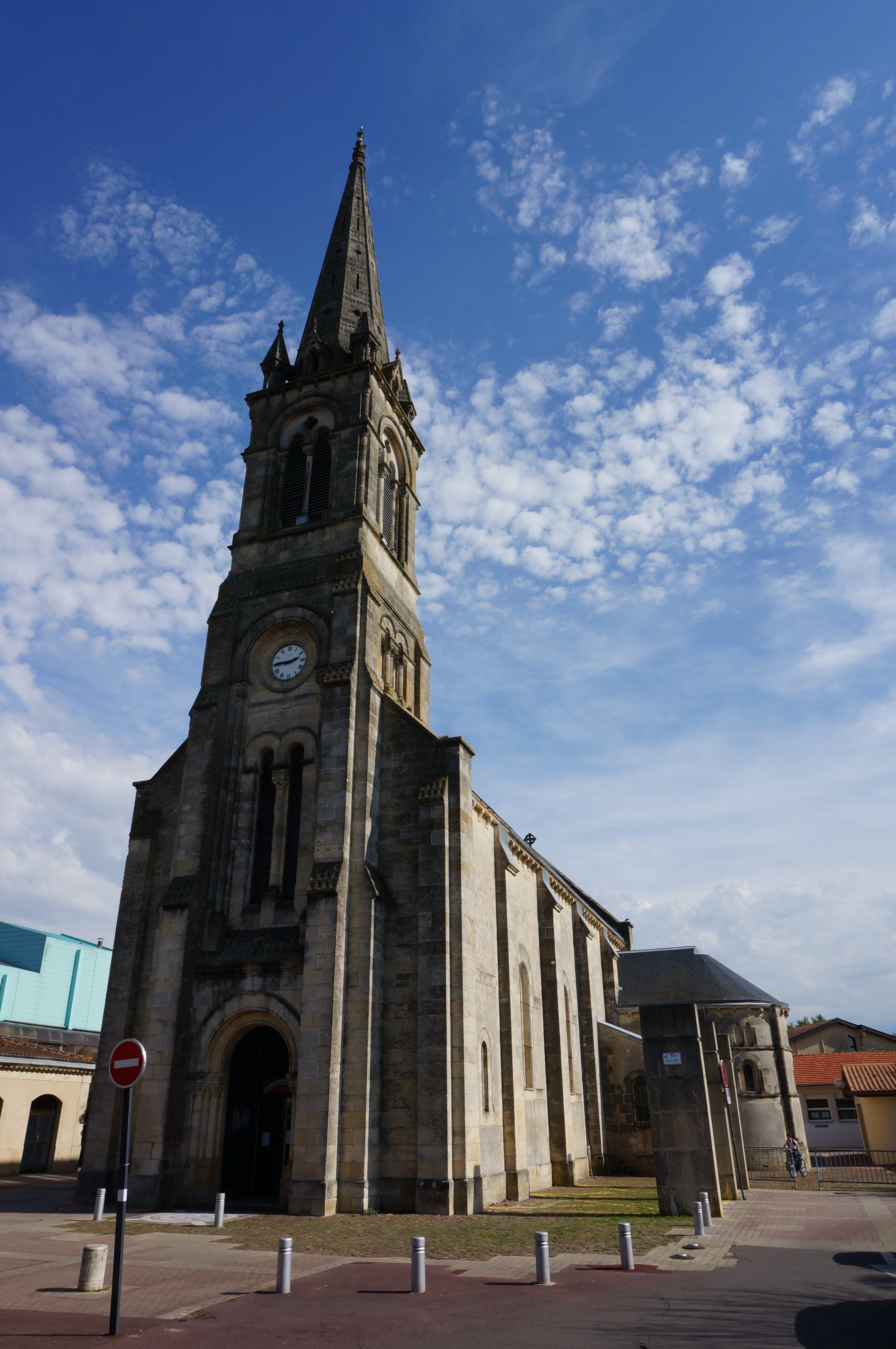
Notre-Dame-de-la-Merci.
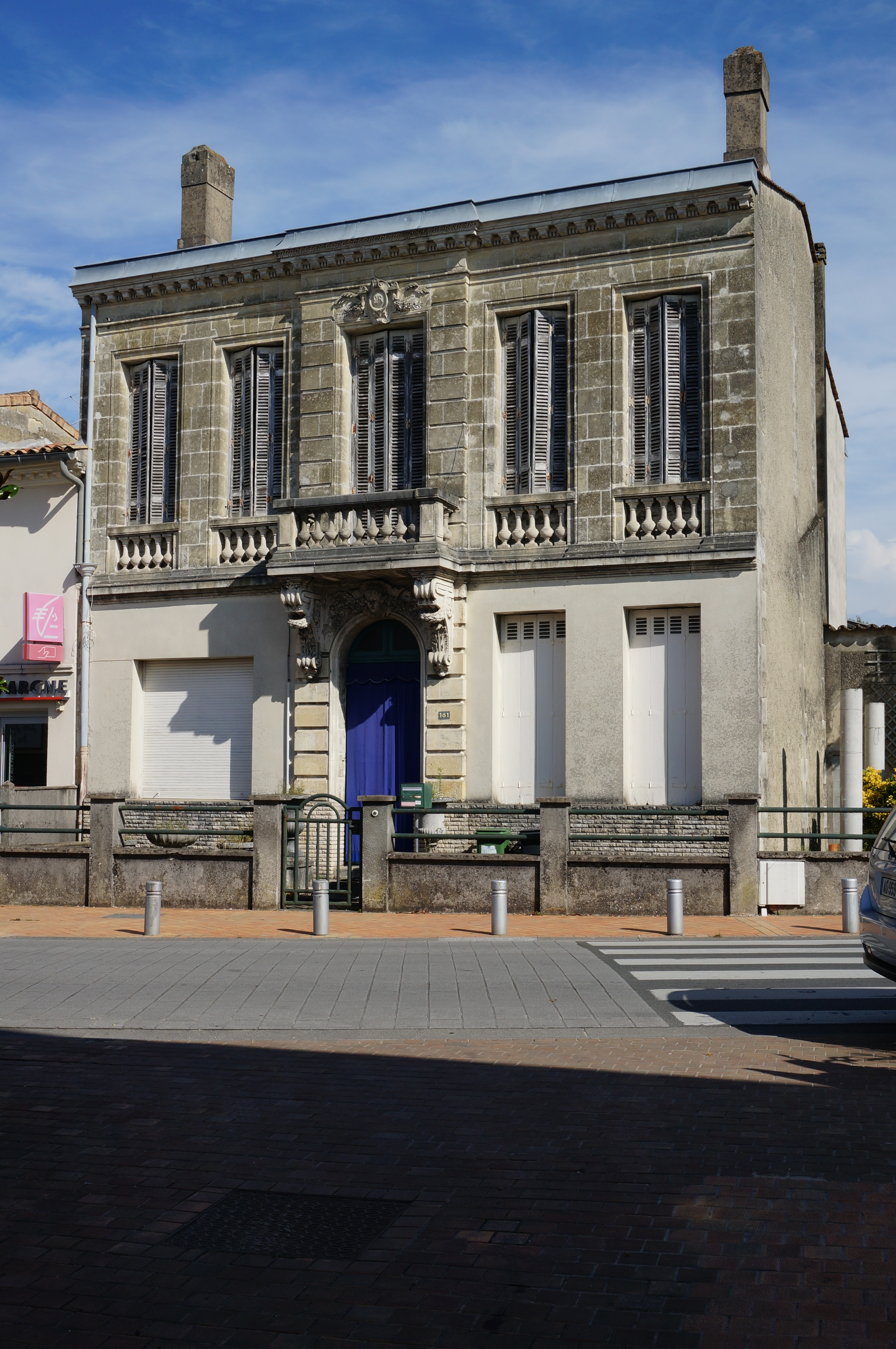
Bâtisse du vieux bourg.
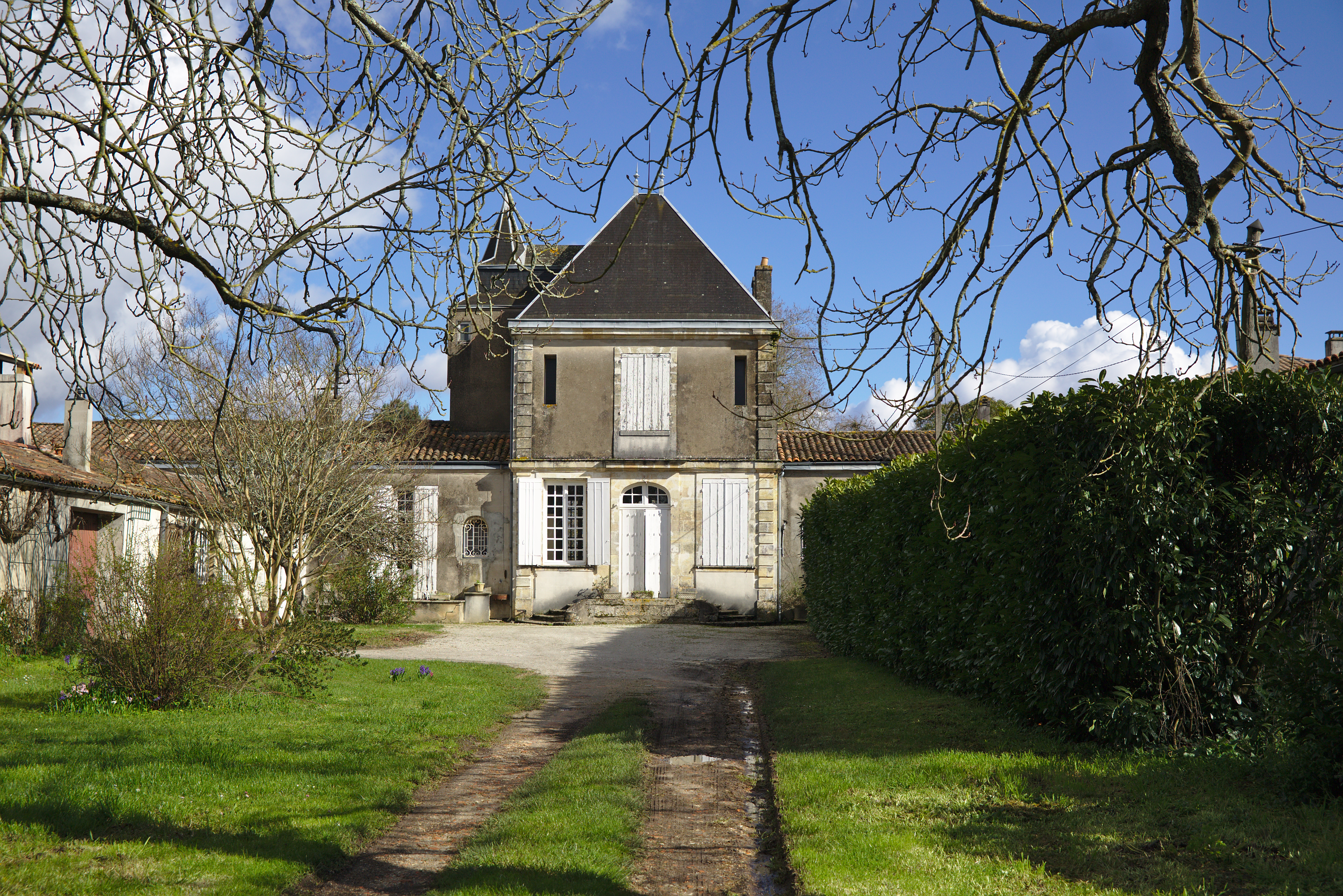
Manoir de la Houdine.

## Économie
La commune du Haillan est au cœur d'un tissu économique important et accueille sur son territoire de nombreuses entreprises.
ArianeGroup y exploite un site important destiné à la propulsion à ergols solides des lanceurs spatiaux créé en 1963 (anciennement Société d’Étude de la Propulsion par Réaction, Société Européenne de Propulsion, Snecma Propulsion Solide puis Herakles).
Safran Ceramics, filiale du Groupe Safran, y développe des matériaux composites avancés en céramiques (CMC).
De 1974 à 2017, Thales Avionics (anciennement Sextant Avionique-Thomson-CSF) est également implanté sur la commune. La commune abrite le siège social d'entreprises comme Kuka, CGI, Exalab.
En 2023, Exotica qui emploie onze personnes est « le seul pôle vétérinaire de Nouvelle-Aquitaine réservé aux nouveaux animaux de compagnie (NAC) ».

### Patrimoine environnemental
Le Haillan possède quelques bois, comme le bois du Déhès (5 ha), le bois de Menespey (1,25 ha) et le bois de Sainte-Christine. Deux parcs s'ajoutent à ces espaces verts : le parc du château Bel-Air de 5 ha, privé mais ouvert au public, et le parc de la Luzerne de 2,5 ha, avec une des plus grandes structures de jeux d’un seul tenant de la Métropole.
Un troisième parc a été aménagé : le parc du Ruisseau, au cœur du vieux bourg le long du cours d'eau. Le Haillan dispose également de terres agricoles cultivées et de pâturages. La ville compte encore 4 agriculteurs, dont une AMAP.
Au nord de la commune s'étend une vaste étendue, la zone des sources, qui fait office de réserve d'eau potable pour Bordeaux Métropole. Traversée par la Jalle de Blanquefort et contiguë au bois Menespey, l'étendue protégée abrite plusieurs espèces animales — dont une colonie de cistudes — et végétales dans une composition de bois, de marais, de prairies et de buissons. Elle abrite également des ouvrages tels le Refuge périurbain, le Moulin du Moulinat et des randonnées comme la Boucle Verte.
Aujourd'hui enclos dans les sites des industries aéronautiques et spatiales, les restes de l'arboretum de Toussaint-Yves Catros s'étendent au sud-ouest de la commune. Sur une propriété d'une centaine d'hectares acquise à la fin du XVIIIe siècle, ce jardinier, pépiniériste et botaniste étudiait l'acclimatation d'arbres exotiques, provenant surtout d'Amérique du Nord. Vers 1910, l'arboretum était encore tenu pour des trois plus grands de France avant qu'une série de dégradations au milieu du XXe siècle n'en réduise considérablement l'intérêt.

## Vie locale

### Sports

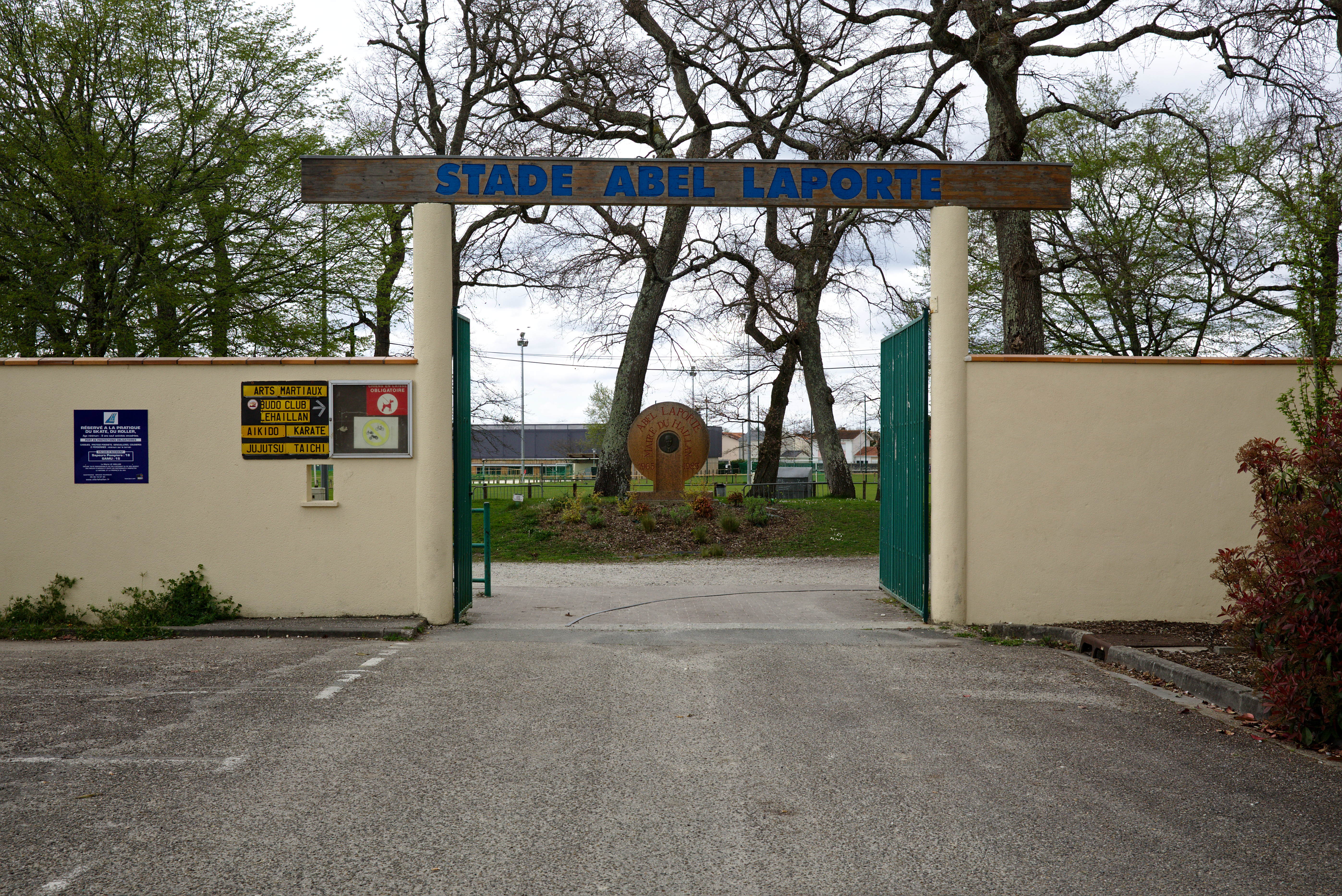
Le stade Abel Laporte.

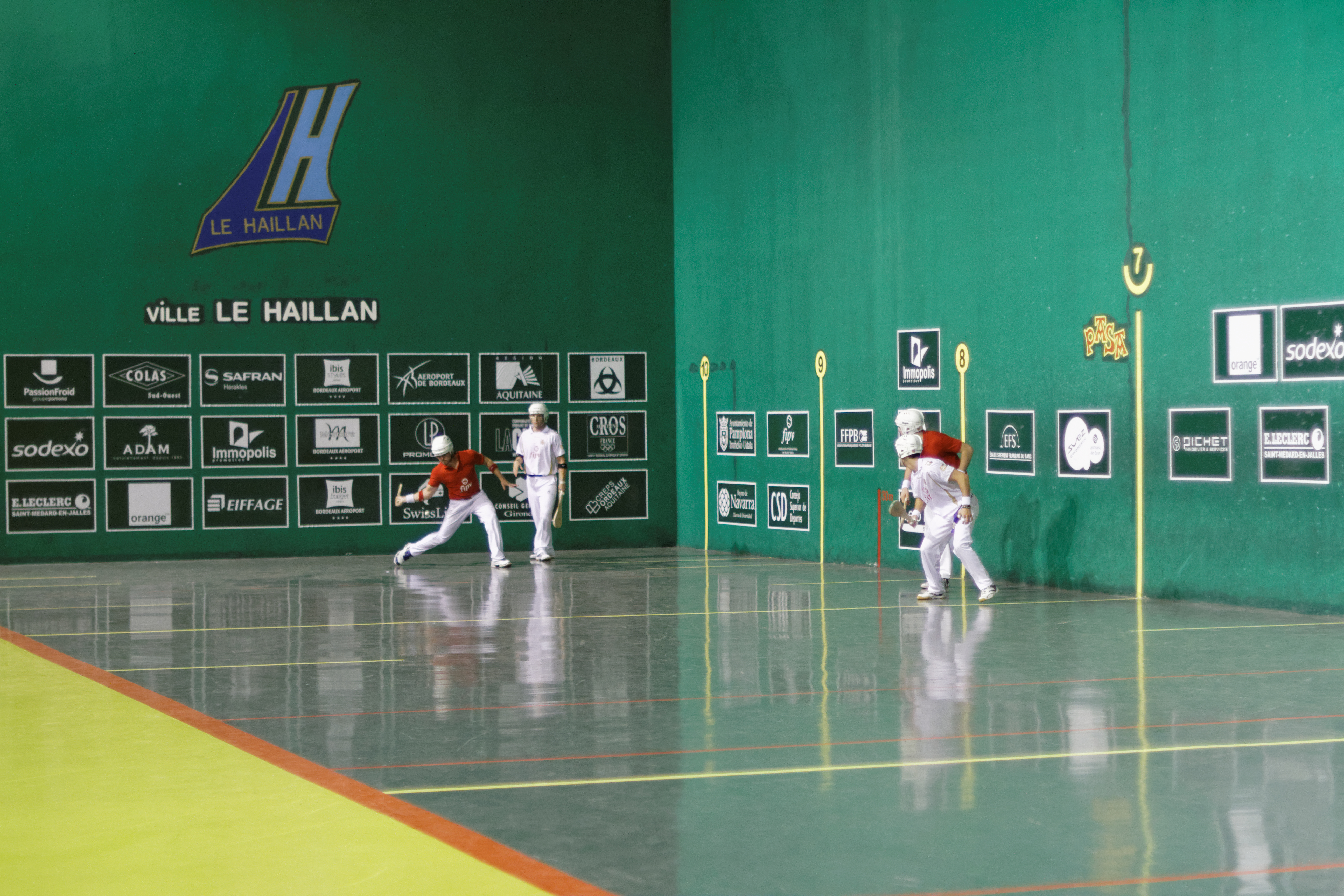
Coupe du monde de pelote basque en 2013.

De nombreuses associations sportives sont présentes au sein de la ville du Haillan. La plus importante est l'Association Sportive du Haillan (ASH) qui regroupe diverses sections.
C'est au Haillan que se situe le château Bel Air, le siège et le centre de formation du Football Club des Girondins de Bordeaux.

### Culture
Équipée d'une salle de spectacle de 460 places, l'Entrepôt, à la programmation variée, la ville propose de nombreuses autres manifestations culturelles notamment des concerts dans de plus petits lieux ou des conférences et lectures dans sa médiathèque de 600 m2.
Riche d'une vie associative foisonnante, la ville compte plus de 5 000 licenciés dans des domaines divers. En plus du sport, la culture prend une part importante : jumelages, musique, danse, arts plastiques, théâtre.
Chaque année est ponctuée de rendez-vous réguliers. Au mois de septembre a lieu un événement culturel majeur, « Le Haillan est dans la Place », qui propose des concerts, des spectacles déambulatoires, un feu d'artifice. Le Haillan Chanté, la Fête du Jeu, Les Cogitations font également partie des nombreuses animations de la ville.

## Jumelages
La commune du Haillan est jumelée avec les communes suivantes :
- Colindres (Espagne) depuis 1990 ;
- Enderby, Leicestershire (en) (Royaume-Uni) depuis 1987 ;
- Kalambaka (Grèce) depuis 1992

## Personnalités liées à la commune
Georges Ricart, maire socialiste de la commune de 1988 à 2000, né le 13 août 1926, fut auparavant entraîneur national d'athlétisme en Côte d'Ivoire de 1955 à 1968. Il est décédé le 3 novembre 2006 à l'âge de 80 ans.
Mais l'un des maires les plus emblématiques de la commune fut Abel Laporte (maire entre 1965 et 1983), qui a su donner un grand essor à la commune par la construction des principaux équipements publics existants aujourd'hui et de convaincre de grandes entreprises à s'installer sur la commune. Le stade municipal porte actuellement son nom et une stèle lui est dédiée.